# ستانيمير ديميتروف
ستانيمير ديميتروف هو لاعب كرة قدم بلغاري في مركزي الدفاع والوسط، ولد في 24 أبريل 1972 في كازنلاك في بلغاريا. شارك مع منتخب بلغاريا لكرة القدم. أما مع النوادي، فقد لعب مع نادي توبول.

## وصلات خارجية
- ستانيمير ديميتروف على موقع قاعدة بيانات كرة القدم.إي يو (الإنجليزية)
- ستانيمير ديميتروف على موقع ناشيونال فوتبول تيمز (الإنجليزية)